# 安哥拉鐵路運輸

安哥拉铁路网 (interactive version)
1067mm轨距, 610mm轨距

安哥拉铁路由3条独立的互不连通的1067毫米轨距的铁路组成：北部的罗安达铁路、中部的本格拉铁路、南部的纳米贝铁路。第四条连接安博因港与加贝拉 (安哥拉)的铁路已经废弃。这些铁路都是从大西洋港口到安哥拉内地。

## 历史
1887年葡萄牙殖民者开始建设铁路。1889年开通罗安达铁路。1912年开通本格拉铁路。1910年开通纳米贝铁路。1975年安哥拉独立后漫长的内战摧毁了铁路系统。
2002年后开始恢复铁路系统。中国铁建股份有限公司修复了罗安达铁路与本格拉铁路。私企中国浩远集团（Hyway)修复了纳米贝铁路。至2015年三大铁路都已正常运营。

## 统计
- 总长度: 2,761 km
- 窄轨: 干线2,638 km 1067毫米轨距
- 123 km 的600毫米（1英尺11+5⁄8英寸）轨距 (2002)